# Російсько-південносуданські відносини
Російсько-південносуданські відносини — двосторонні дипломатичні відносини між Росією і Південним Суданом.
Російська Федерація визнала незалежність Південного Судану 9 липня 2011. Дипломатичні відносини між двома країнами встановлені 22 серпня 2011.
28 грудня 2011 в південносуданському аеропорту Сарджас під час доставки вантажу за контрактом із суданською авіакомпанією затримано російського льотчика Володимира Попкова. МЗС Росії вимагало від влади Південного Судану провести розслідування цього інциденту. 22 січня 2012 Попков звільнений.
У січні 2012  розпочалося виведення російських миротворчих військ з Південного Судану, які брали участь у врегулюванні конфлікту в регіоні з 2006. Виведення військ завершилося до 1 квітня 2012.